# Chaetomium subaffine
Chaetomium subaffine är en svampart som beskrevs av Sergeeva 1961. Chaetomium subaffine ingår i släktet Chaetomium och familjen Chaetomiaceae.   Inga underarter finns listade i Catalogue of Life.